# Gåseland
Het Gåseland is een schiereiland in de gemeente Sermersooq in het oosten van Groenland. Het schiereiland maakt deel uit van het fjordencomplex Kangertittivaq (Scoresby Sund). Het Gåseland zit in het westen vast aan de landmassa. In het noorden wordt het schiereiland begrensd door het Fønfjord, in het uiterste oosten door Hall Bredning en in het zuiden door het Gåsefjord. 
Aan de overzijde van het Fønfjord ligt het eiland Milneland, aan de overzijde van het Gåsefjord het Geikieplateau.